# Wolseley 4/50
O  Wolseley 4/50  é um sedan médio da British Motor Corporation.